# Siegfried Jankowski
Pour les articles homonymes, voir Jankowski.
Siegfried Jankowski (né le 6 février 1927 à Frankleben et mort le 13 octobre 1997) est un homme politique allemand et ancien membre du Landtag de Rhénanie-du-Nord-Westphalie (SPD).

## Biographie
Après avoir fréquenté l'école primaire, il suit une formation de technicien de laboratoire puis pratique cette activité. De 1960 à 1987, il est président de comité d'entreprise exonéré.
Jankowski est membre du SPD depuis 1960. Il est représenté dans divers organes du parti. Depuis 1954, il est membre de l'IG Chemie, Papier, Keramik.
Du 29 mai 1980 au 31 mai 1995 Jankowski est membre du Landtag de Rhénanie-du-Nord-Westphalie. Il représente la 22e circonscription Leverkusen II - Arrondissement de Rhin-Berg I.
Il est membre du conseil municipal de Leichlingen de 1967 à 1994. De 1975 à 1979, Jankowski est membre du conseil de l'arrondissement de Rhin-Berg.